# Tomás Jofré
Tomás Jofré is een plaats in het Argentijnse bestuurlijke gebied Mercedes in de provincie Buenos Aires. De plaats telt 153 inwoners.